# Peter Dolving
Peter Dolving est un musicien, auteur-compositeur, artiste visuel et poète spoken word, principalement connu pour avoir été un ancien frontman du groupe The Haunted.

## Carrière
Peter Dolving débute sur scène en tant que Auteur-compositeur-interprète dans des bars en Suède. Il rejoint le groupe Mary Beats Jane et organise des raves pour se promouvoir. Il ouvre ensuite pour le « Underground », club de rock très célèbre à la terrasse du restaurant Kampaniet de Göteborg.
Mary Beats Jane sort son premier album en 1994 et organise une tournée jusqu'en 1997.
Peter Dolving a déclaré que le groupe ne se reformera jamais.
Dolving rejoint ensuite le groupe de metal The Haunted en 1997 avec quatre anciens membres du groupe At The Gates (qui, à cette époque, expérimentaient sous le nom de « Death & 1/2 Prod. »), se promouvant lui-même par le dessin Fetish-SM art et travaillant en tant que charpentier.
Il quitte The Haunted après le premier album pour se concentrer sur le groupe Zen Monkey qu'il mène en parallèle.
Il revient dans The Haunted en 2004 à la suite du départ de Marco Aro. Le groupe enregistre alors l'album rEVOLVEr.
Au même moment, il crée The Peter Dolving Band pour produire ses propres morceaux et pour écrire du spoken word pour le court-métrage No Justice No Peace de Jonas Olsen.
Le « The Peter Dolving Band » se transforme en projet BringTheWarHome.
Peter Dolving a récemment attisé la colère des fans de metal avec sa propre introspection et ses critiques fréquentes dans la section blog de sa page officielle sur MySpace[réf. nécessaire].
Une interview candide est présente dans le documentaire Working Class Rock Star.
En 2011, il rejoint le groupe de hardcore suédois Rosvo.
Le 29 février 2012, il annonce sur sa page personnelle sur Facebook qu'il a officiellement quitté The Haunted.
Il travaille sur un projet musical nommé "O" avec Scott Reeder.

## Albums

### Mary Beats Jane
- Mary Beats Jane (1994)
- Locust (1996)

### The Haunted
- The Haunted (1998)
- Revolver (2004)
- The Dead Eye (2006)
- Versus (2008)
- Road Kill (Live album and DVD) (2010)
- Unseen (2011)

### Peter Dolving
- Bad Blood (2003)
- Thieves & Liars (2013)

### Autres apparitions
- Spell (2014) Single de Line Blood (il y contribue au chant sur le morceau)
- Just 'cause you can talk, don't mean I have to listen (2000) sorti à nouveau en (2011)
- One of Us (2001)
- Trash It Up (2003) par le groupe Set My Path (il y contribue au chant sur la piste Shine)
- Satelite Bay (2007) de Long Distance Calling (il y contribue au chant sur la piste Built Without Hands)
- Warning (2008) EP de ColdTears (il y contribue au chant sur la piste No Ordinary Ghost)
- Rejoice! (2008) LP de BringTheWarHome
- Banisher of the Light (2008) de Sparzanza (il y contribue au chant sur la piste Dead Rising)